# La Maison de la sorcière
La Maison de la sorcière (titre original : The Dreams in the Witch House) est une nouvelle d'horreur fantastique et de science-fiction de l'écrivain américain Howard Phillips Lovecraft, publiée pour la première fois en juin 1933 dans le magazine Weird Tales. L'œuvre s'inscrit dans le cycle du mythe de Cthulhu.
Il s'agit d'une nouvelle d'une quarantaine de pages rédigée par Lovecraft entre janvier et février 1932. 
Elle est traduite en français par Jacques Papy puis publiée dans le recueil de nouvelles Dans l'abîme du temps, dans la collection Présence du futur, en juin 1954. Elle est rééditée en 2013 par Bragelonne dans l'ouvrage Cthulhu, le mythe dans une traduction de Maxime Le Dain et Sonia Quéméner (ouvrage republié en 2015 sous le titre Cthulhu, le mythe : livre I). En 2021, elle fait l'objet d'une nouvelle traduction réalisée par David Camus dans le cadre de la publication de l'intégrale de l'écrivain par les Éditions Mnémos. Elle figure dans le tome 4 de cette intégrale, intitulé Le Cycle de Providence.

## Inspirations
D'après S. T. Joshi et David Shultz, spécialistes de Lovecraft, la nouvelle serait en grande partie inspirée du roman inachevé Septimius Felton, de l'auteur Nathaniel Hawthorne.
Plusieurs éléments de l'intrigue (la vieille maison habitée par un monstre dans le passé, l'animal à tête humaine, l'étudiant en mathématiques, les rêves) figurent aussi dans la nouvelle La maison du juge, de Bram Stoker.[réf. nécessaire]

## Résumé

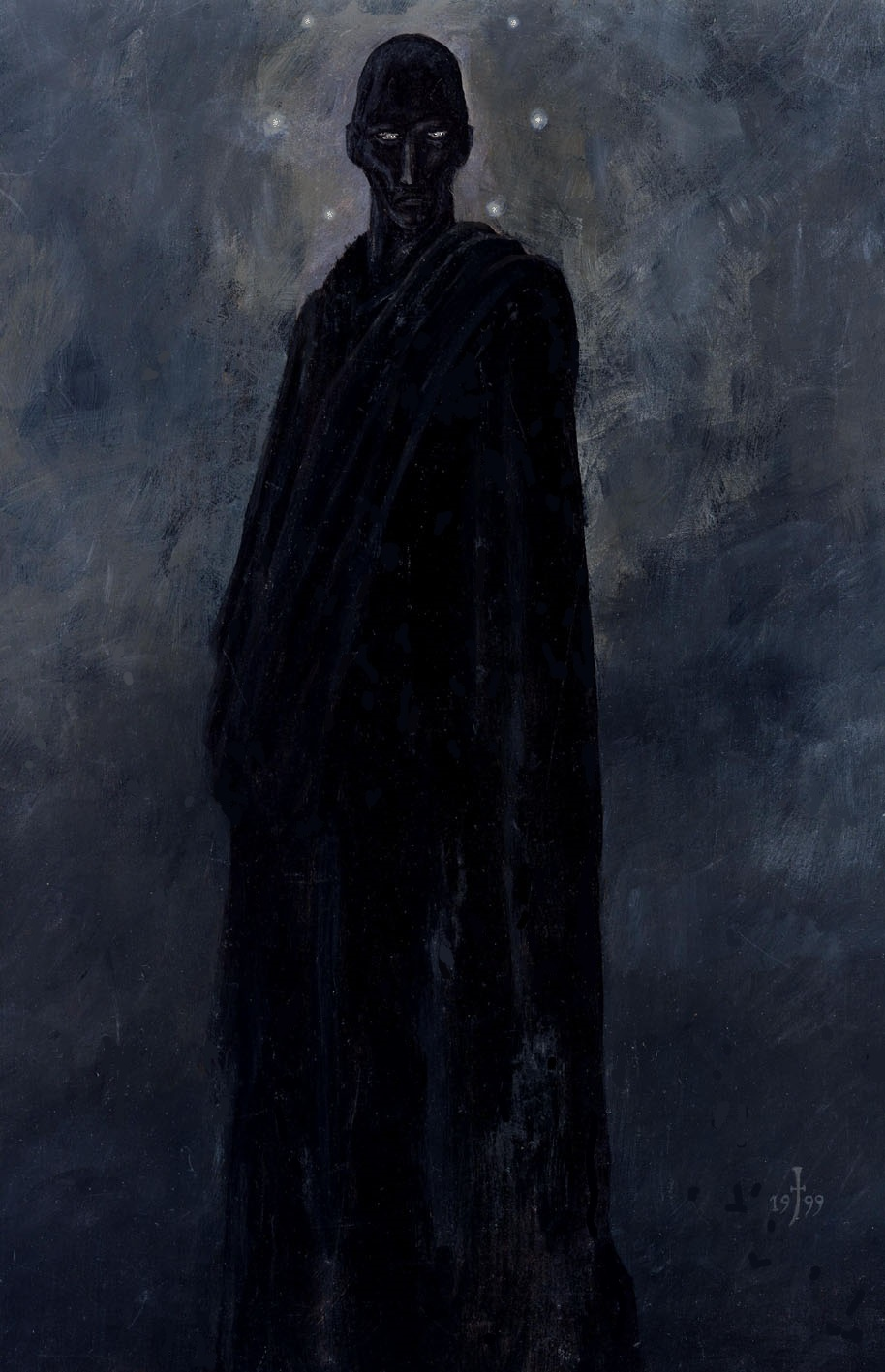
Nyarlathotep sous les traits de l'Homme noir, illustration de Jens Heimdahl.

Walter Gilman est étudiant en mathématique et en folklore à l'université Miskatonic de la petite ville d'Arkham. Exceptionnellement doué dans des matières relevant de la physique quantique et des lois dimensionnelles, il est également fiévreux et souffrant depuis plusieurs semaines. Il vit en effet dans une vieille maison du quartier pauvre de la ville, aux côtés de colocataires divers. La chambre qu'il occupe est particulièrement réputée pour avoir servi de foyer à Keziah Mason, une vieille sorcière s'étant échappée in extremis et par des moyens inconnus de la prison de Salem en 1692.
Toutes les nuits, Gilman fait des rêves de plus en plus réalistes dans lesquels Keziah et son horrible familier Brown Jenkin, un rat particulièrement développé doté d'une face et de membres humains, viennent le visiter. Pensant devenir fou, influencé par ses cours de folklore, un voisin de palier particulièrement superstitieux et la lectures d'ouvrages anciens et interdits (parmi lesquels, le fameux Necronomicon), il se confie à son ami Frank Elwood. Gilman est en effet persuadé d'être somnambule : dans ses rêves, la sorcière et son rat l'emmènent dans divers endroits étranges et inconnus, probablement dans d'autres dimensions ou dans d'autres temps, et il se réveille aux côtés de preuves tangibles de ses aventures nocturnes (par exemple, un élément architectural prélevé sur une construction extra-terrestre). 
Les rêves tournent au cauchemar à l'approche de Walpurgis, la fameuse nuit de sabbat fin avril. On comprend que la sorcière et son familier se servent des connaissances et capacités exceptionnelles de Gilman pour voyager à travers l'espace et le temps, semblant donner raison aux théories révolutionnaires du jeune étudiant sur la géométrie non-terrestre de sa propre chambre. Un enfant est alors enlevé, comme c'est le cas depuis mémoire d'homme chaque année dans la région d'Arkham, enfant que Gilman retrouve dans ses pérégrinations nocturnes alors que la vieille Keziah invoque par des formules secrètes toutes droit sorties du Necronomicon, l’Homme noir, incarnation diabolique de Nyarlathotep.

## Critique de la nouvelle

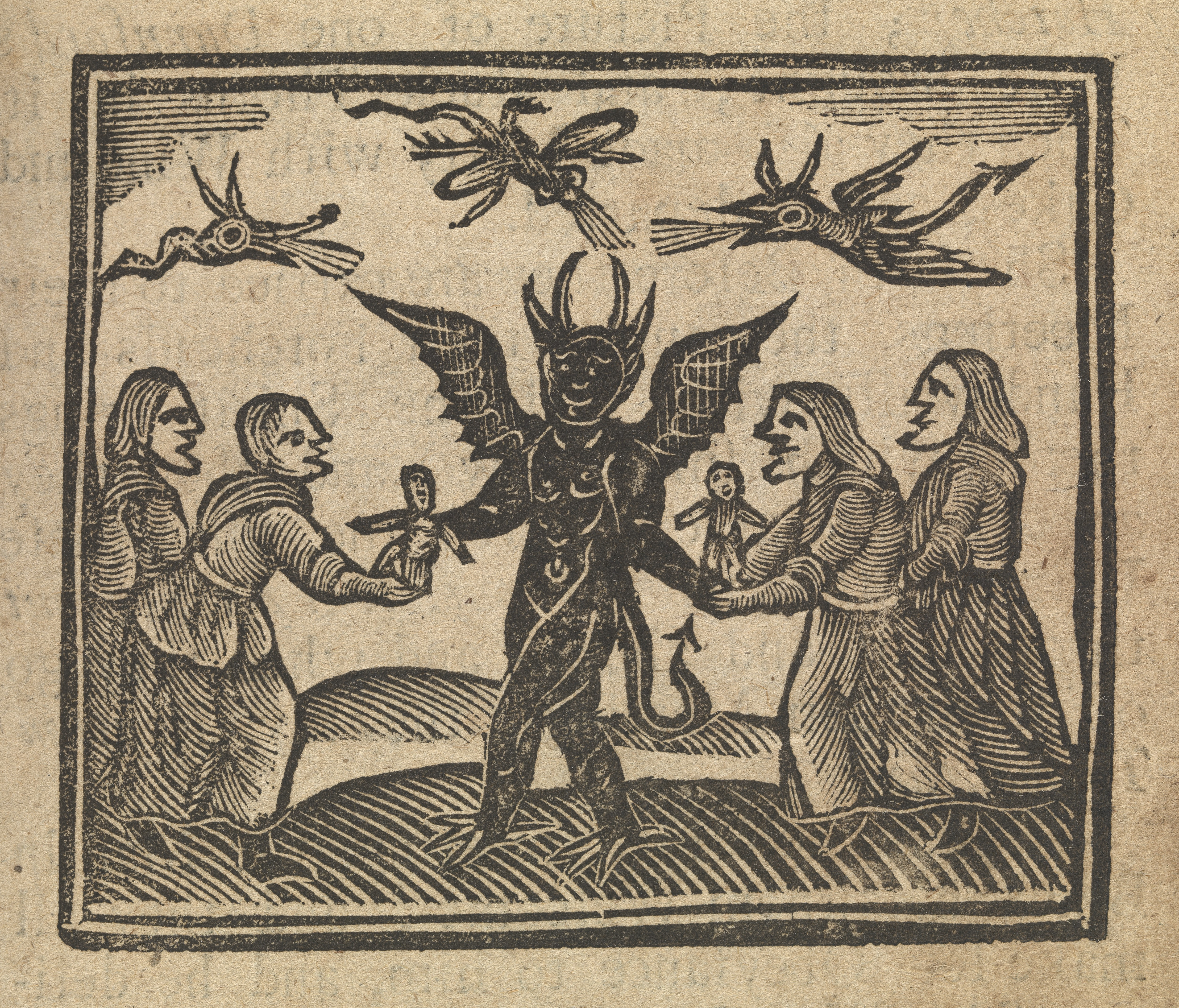
Des sorcières offrent des figurines de cire à l'Homme noir des sabbats.
Gravure publiée dans l'ouvrage The History of Witches and Wizards, 1720.

La Maison de la sorcière ne connut pas un accueil très chaleureux tant à l'époque de sa rédaction que dans les écrits postérieurs des spécialistes de Lovecraft. Dans sa correspondance avec l'auteur, August Derleth fera part de ses doutes sur la nouvelle. Lovecraft en parle dans une lettre à destination d'un autre correspondant : « Derleth n'a pas dit qu'elle ne se vendrait pas ; en fait, il pensait davantage qu'elle se vendrait. Il en dit que c'est une 'pauvre histoire', ce qui est tout à fait différent et bien plus lamentable ». Lovecraft répondit également directement à Derleth : « [V]otre réaction à mon pauvre La Maison de la sorcière est, à peu de chose près, ce à quoi je m'attendais — bien que je ne pense pas que ce torchon soit aussi mauvais que vous ne le pensiez... Toute cette affaire me montre que ma carrière fictionnelle est probablement terminée. »
Découragé par cet échange, Lovecraft refusa de soumettre son histoire à la publication ; sans mettre Lovecraft au courant, Derleth la soumettra plus tard à Weird Tales qui l'accepta.
De nombreux critiques ont partagé l'avis de Derleth depuis lors. Lin Carter traita l'histoire d'« effort mineur » qui « reste singulièrement unidimensionnel, bizarrement peu satisfaisant ». Peter Cannon dit que « la plupart des critiques sont d'accord » sur le fait que cette nouvelle, avec The Thing on the Doorstep, est « la plus mauvaise des histoires tardives de Lovecraft ».
Selon S. T. Joshi et David E. Schultz, « alors que l'histoire contient des descriptions formidablement cosmiques de l'hyper-espace, HPL ne semble pas avoir pensé aux détails de l'intrigue de manière satisfaisante… C'est comme si HPL visait simplement une succession d'images incroyables sans s'ennuyer à les rassembler dans une suite logique ».
H. P. Lovecraft fait une nouvelle fois preuve de son attrait pour les sciences exactes en citant dans ce texte plusieurs grands noms des mathématiques et de la physique : Max Planck, Werner Heisenberg, Albert Einstein et Willem de Sitter.

## Intertextualité
Nouvelle tardive dans la carrière de Lovecraft, La Maison de la sorcière fait référence à de nombreux éléments de la mythologie personnelle inventée par l'auteur et déjà exploité dans ses écrits précédents. Nous les citons ici à but anecdotique, les références de page se rapportant à la version française de poche éditée chez Denoël, collection Présence du Futur, en 1991  (ISBN 2-207-30005-6).
Ainsi, la nouvelle exploite la ville emblématique d'Arkham et l'université Miskatonic, tout en mentionnant le Necronomicon d'Abbul Alhazred, les fragments du Livre d'Ebon et l’Unaussprechlichen Kulten de von Junzt parmi les ouvrages impies du Mythe. Les entités Azathoth et Shub-Niggurath sont évoquées tandis que Nyarlathotep apparaît sous les traits du légendaire « Homme noir », démon traditionnellement associé aux sabbats des sorcières. Enfin, Keziah Mason semble entretenir des relations indéfinies avec les Anciens, race extraterrestre semi-végétale décrite dans Les Montagnes hallucinées.

## Influence
L'auteur écossais Graham Masterton réemploie le personnage de Brown Jenkin, le familier de la sorcière, dans le roman d'horreur Apparition (Prey),.

## Adaptation à la télévision
- 2005 : Le Cauchemar de la sorcière (H. P. Lovecraft's Dreams in the Witch-House), saison 1, épisode 2 de la série télévisée américaine Les Maîtres de l'horreur (Master of Horror), réalisé par Stuart Gordon, avec Ezra Godden et Jay Brazeau. Au cours de l'épisode apparaît, pendant un court instant, le fameux Necronomicon.
- 2022 : Cauchemars de passage (Dreams in the Witch House), épisode 6 de la série d'anthologie américaine Le Cabinet de Curiosités de Guillermo del Toro, produite par Guillermo del Toro. C'est une adaptation libre de la nouvelle, réalisée par Catherine Hardwicke. Le personnage de Walter Gilman y est interprété par Rupert Grint[18].

## Adaptation en bande dessinée
- Les rêves dans la maison de la sorcière, Mathieu Sapin, Patrick Pion aux Éditions Rue de Sèvres (2016)

- La Maison de la Sorcière, Yann Sougey-Fils, aux  Éditions des Tourments, novembre 2019.